# 瓦喬科查湖 (聖赫羅尼莫區)
13°48′25″S 73°13′25″W / 13.80694°S 73.22361°W
瓦喬科查湖（Wachuqucha），是秘魯的湖泊，位於該國南部阿普里馬克大區，由安達韋拉斯省的聖赫羅尼莫區負責管轄，處於綏托霍查湖東北面和安塔科查湖以南。